# Commune sanctorum
Commune sanctorum – w liturgii chrześcijańskiej termin odnoszący się do tych części brewiarza i mszału, które zawierają teksty dla wspólnych wspomnień liturgicznych grup świętych (odmiennie do Proprium de sanctis).
Tradycje mszy, w których wspominano grupy świętych męczenników, biskupów, doktorów Kościoła, dziewic i wyznawców sięgają IV wieku. Teksty commune sanctorum znajdujemy w sakramentarzu Sacramentarium Leonianum, a komponowane były do IX wieku. Na przestrzeni wieków teksty wspólne zawierające modlitwy i wspomnienia świętych poddawane były redakcyjnym modyfikacjom dostosowującym teksty do współczesnych potrzeb. Po reformie papieża Pawła VI zawartej w Konstytucji apostolskiej Sacra Ritum Congregatio dokonano podziału na msze (także oficja) o męczennikach, pasterzach Kościoła, doktorach Kościoła, dziewicach i pozostałych świętych.